# Subcancilla lichtlei
Subcancilla lichtlei is een slakkensoort uit de familie van de Mitridae. De wetenschappelijke naam van de soort is voor het eerst geldig gepubliceerd in 2012 door Herrmann & Salisbury.